# Браун, Лесли (епископ)
Лесли Уилфрид Браун (англ. Leslie Wilfrid Brown, 10 июня 1912 года — 27 декабря 1999 года) — англиканский религиозный деятель, служивший в Уганде, Руанде и Бурунди.

## Образование и начало карьеры
Лесли Браун родился 10 июня 1912 года, получил образование в гимназии Энфилда в Лондоне, Великобритания, а затем готовился к рукоположению, учась в Лондонском богословском колледже. После службы священником в Сент-Джеймсе, Милтоне и Портсмуте в январе 1938 года он отправился в Траванкорскую и Кочинскую епархию на Малабарском побережье Индии, работая там в Церковном миссионерском обществе и став директором Объединённой теологической семинарии Кералы, Индия.

## Епископальное служение
В 1952 году Лесли Браун принял пост епископа Уганды. В общей сложности он прослужил епископом в течение 25 лет, сначала как епископ Уганды до 1960 года, завершая период обретения независимости Уганды, затем как архиепископ Уганды, Руанды и Бурунди, до выхода на пенсию 21 ноября 1965 году. В 1963 году он выступил в роли соучредителя экуменического Объединённого христианского совета Уганды, ставшего членом Всемирного совета церквей и Содружества христианских советов и церквей Великих озёр и Африканского Рога.
После разделения Уганды на отдельные епархии в 1960 году Лесли Браун остался на своем посту, став епархиальным епископом Намирембе. 7 ноября 1960 года он был избран архиепископом провинции Уганды и Руанды-Урунди, которая была переименована в провинцию Уганды, Руанды и Бурунди. Он был назначен архиепископом на церемонии инаугурации провинции 16 апреля 1961 года в соборе Намирембе.
По возвращении в Англию Лесли Браун стал помощником епископа Оксфордской епархии, а затем в 1966 году — епископом Сент-Эдмундсбери и Ипсвича. Он вышел на пенсию в 1978 году и жил в Хейлсворте, служа почётным помощником священника в местной приходской церкви.

## Академические интересы
Лесли Браун сделал особый вклад в области литургии как член литургического комитета Церкви Южной Индии, которая в 1950 году подготовила влиятельную Литургию Церкви Южной Индии. Затем работал над литургией для Африки, выпущенной в 1964 году. Лесли Браун участвовал в разработке книги объединённой литургии для Восточной Африки, опубликованной в 1966 году. Его публикация «Индийские христиане Святого Фомы» на момент смерти была описана как «классический учебник».